# Starengovia ivanloebli
Espèce
Starengovia ivanloebli est une espèce d'opilions dyspnois de la famille des Nemastomatidae.

## Distribution
Cette espèce est endémique du Khyber Pakhtunkhwa au Pakistan.

## Description
Les mâles mesurent de 1,3 à 1,5 mm et les femelles de 1,3 à 1,65 mm.

## Systématique et taxinomie
Cette espèce a été décrite par Martens en 2017.

## Étymologie
Cette espèce est nommée en l'honneur d'Ivan Löbl.

## Publication originale
- Martens, 2017 : « On Starengovia Snegovaya, a genus of Asian nemastomatines (Arachnida: Opiliones: Nemastomatidae). » Revue Suisse de Zoologie, vol. 124, no 2, p. 187–201 (texte intégral).